# Heimat aller Kulturen
Heimat aller Kulturen (HaK) ist eine österreichische Partei, die hauptsächlich im Bundesland Vorarlberg aktiv ist.

## Geschichte
Heimat aller Kulturen wurde im Februar 2018 gegründet und gilt als Abspaltung der Neuen Bewegung für die Zukunft. Die Partei selbst versteht sich als Vertretung der türkischstämmigen Bevölkerung Vorarlbergs, will aber durchaus auch andere Wählergruppen ansprechen.
2019 nahm Heimat aller Kulturen erstmals an einer Landtagswahl teil, wobei man den Einzug mit 1,85 Prozent zwar klar verpasste, jedoch unter den insgesamt 7 antretenden Kleinparteien das Stärkste Ergebnis erzielte.
Bei den Gemeindevertretungs- und Bürgermeisterwahlen in Vorarlberg 2020 zog man in den Gemeinden Hörbranz, Lauterach und Lustenau in die Gemeindevertretung ein.
Am 15. März 2024 berichteten Medien darüber, dass die Listen Xi – Chance Zukunft, Wandel, Heimat aller Kulturen sowie die Liste Jede Stimme GILT in einem Wahlbündnis bei der Landtagswahl am 13. Oktober 2024 antreten wollen würden. Dem widersprach wenige Tage später Fayad Mulla, Vorsitzender der Partei Wandel.  Am 26. April bestätigten die drei anderen Parteien, dass man als Wahlbündnis antreten werde. Das Bündnis erreichte 1,2 %, womit der Einzug in den Landtag klar verpasst wurde.
Für die Nationalratswahl im gleichem Jahr empfahl HaK auf Facebook die Stimmenabgabe für die Liste Gaza.
Ihre bisher größten Erfolge konnte die Partei bei den Wahlen zur Arbeiterkammer feiern. 2019 trat man zum ersten Mal an, wobei man auf Anhieb 4 Mandate erreichte. Dieses Ergebnis konnte 2024 noch übertroffen werden.

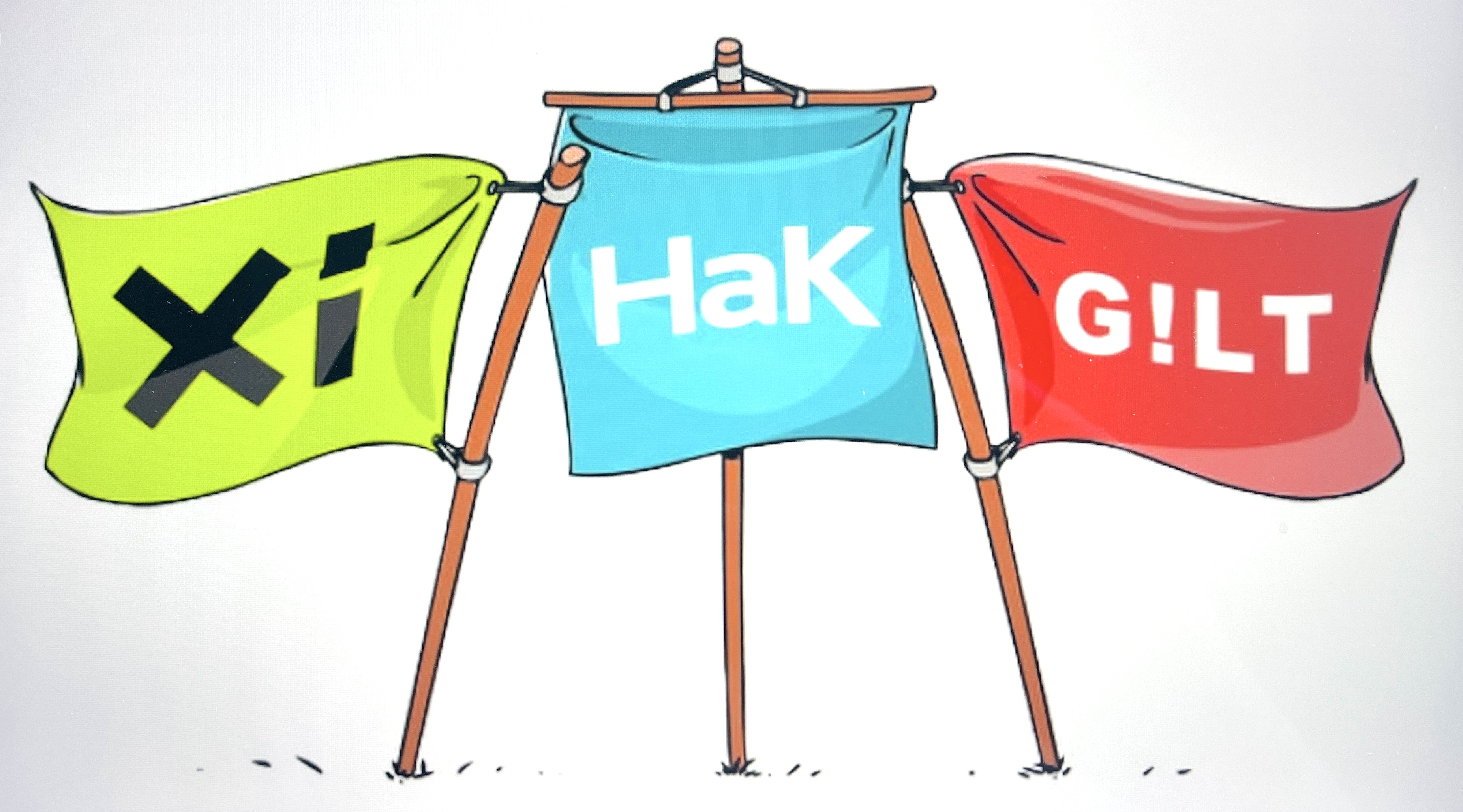
Logo des Wahlbündnisses Xi – HaK – GILT für die Landtagswahl in Vorarlberg 2024